# كيث بيل
كيث بيل (بالإنجليزية: Keith Bell)‏ هو لاعب اتحاد الرغبي أسترالي، ولد في 14 يونيو 1948 في غونديويندي في أستراليا.